# إدوارد هوغن
إدوارد هوغن (بالإنجليزية: Edward Hogan)‏ هو قاضي ومحامي وسياسي أمريكي، ولد في 6 نوفمبر 1834، وتوفي في 14 يناير 1905. حزبياً، نشط في الحزب الديمقراطي. وقد انتخب عضو مجلس ولاية نيويورك.